# لژیون مرگ
لژیون مرگ (انگلیسی: The Legion of Death) فیلمی در ژانر درام و صامت به کارگردانی تاد براونینگ است که در سال ۱۹۱۸ منتشر شد. از بازیگران آن می‌توان به ادیث استوری و فیلو مک‌کالو اشاره کرد.